# Souto da Velha
Souto da Velha é uma povoação portuguesa do Município de Torre de Moncorvo que foi sede da extinta Freguesia de Souto da Velha, freguesia que tinha 12,38 km² de área e 93 habitantes (2011), e, por isso, uma densidade populacional de 7,5 hab/km².
Em 2013, a Freguesia de Souto da Velha foi extinta tendo o seu território sido agregado ao da Freguesia de Felgar para criar a nova União das Freguesias de Felgar e Souto da Velha.

## População
| População da freguesia de Souto da Velha | População da freguesia de Souto da Velha | População da freguesia de Souto da Velha | População da freguesia de Souto da Velha | População da freguesia de Souto da Velha | População da freguesia de Souto da Velha | População da freguesia de Souto da Velha | População da freguesia de Souto da Velha | População da freguesia de Souto da Velha | População da freguesia de Souto da Velha | População da freguesia de Souto da Velha | População da freguesia de Souto da Velha | População da freguesia de Souto da Velha | População da freguesia de Souto da Velha | População da freguesia de Souto da Velha |
| ---------------------------------------- | ---------------------------------------- | ---------------------------------------- | ---------------------------------------- | ---------------------------------------- | ---------------------------------------- | ---------------------------------------- | ---------------------------------------- | ---------------------------------------- | ---------------------------------------- | ---------------------------------------- | ---------------------------------------- | ---------------------------------------- | ---------------------------------------- | ---------------------------------------- |
| 1864                                     | 1878                                     | 1890                                     | 1900                                     | 1911                                     | 1920                                     | 1930                                     | 1940                                     | 1950                                     | 1960                                     | 1970                                     | 1981                                     | 1991                                     | 2001                                     | 2011                                     |
| 312                                      | 345                                      | 375                                      | 391                                      | 327                                      | 323                                      | 345                                      | 359                                      | 423                                      | 464                                      | 252                                      | 253                                      | 197                                      | 125                                      | 93                                       |

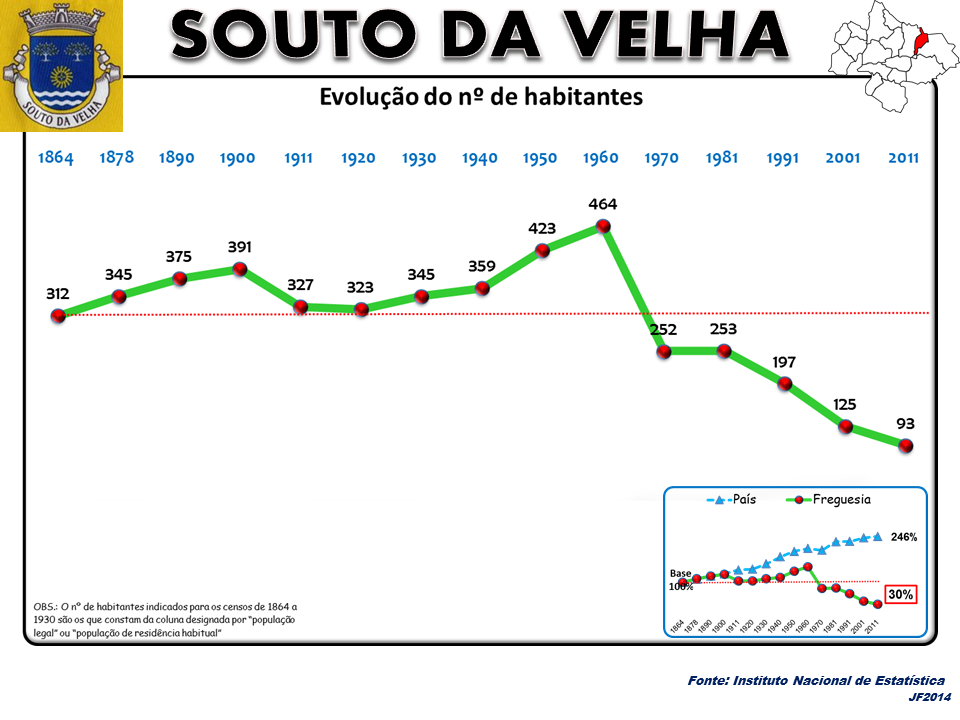
Evolução da População 1864 / 2011
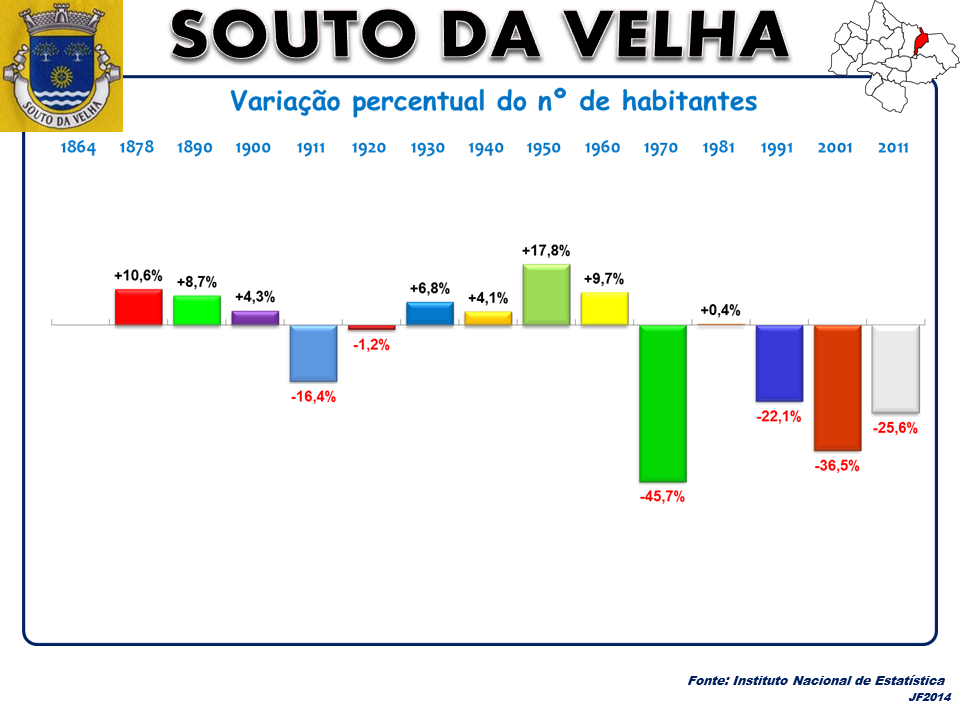
Variação da População 1864 / 2011
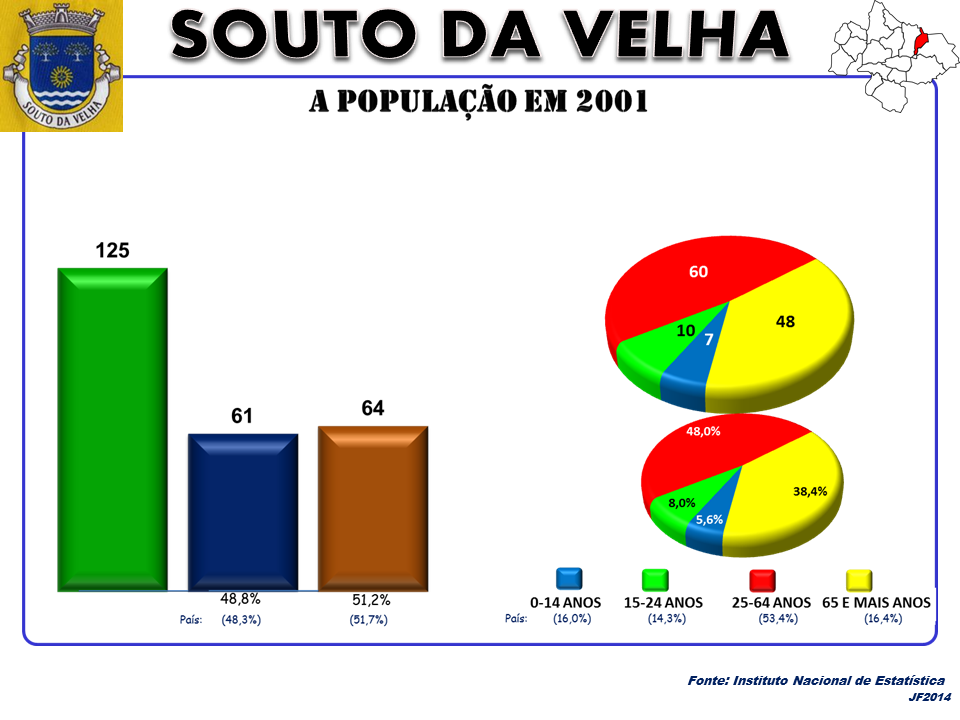
A População em 2001
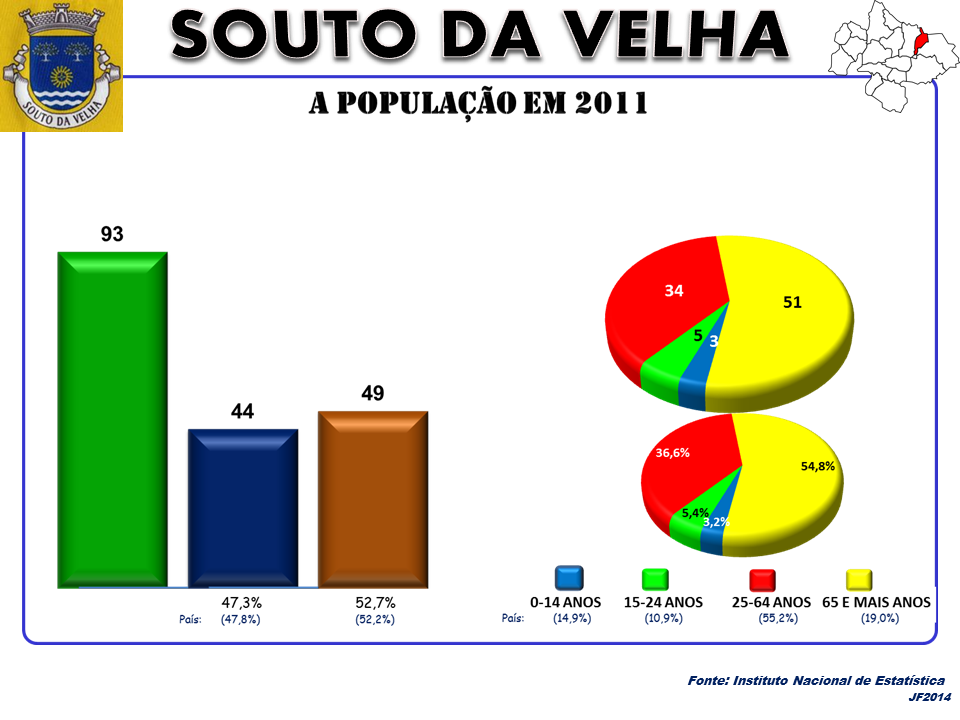
A População em 2011